# Либери
Лѝбери (на италиански: Liberi, до 1862 г. Villa Schiavi, Вила Скиави) е село и община в Южна Италия, провинция Казерта, регион Кампания. Разположено е на 470 m надморска височина. Населението на общината е 1176 души (към 2010 г.).